# Trematocranus microstoma
The Pointedhead Haplo (Trematocranus microstoma), được gọi là Haplochromis' cf. placodon 'pointed head' là một loài cá thuộc họ Cichlidae.
Nó được tìm thấy ở Malawi, Mozambique, và Tanzania. Môi trường sống tự nhiên của chúng là hồ nước ngọt.